# Sawao Katō
Pour les articles homonymes, voir Kato.
Sawao Katō (加藤沢男, Katō Sawao), né le 11 octobre 1946 à Gosen, est un gymnaste japonais. En trois olympiades, il remporte douze médailles dont huit en or. Il remporte deux titres consécutifs du concours général, en 1968 à Mexico et en 1972 à Munich, et la compétition par équipes lors des trois éditions. Il remporte également le concours du sol en 1968 et à deux reprises les barres parallèles, en 1972 et en 1976 à Montréal.
Il est introduit au Hall of Fame de la gymnastique en 2001. Il est le frère du gymnaste Takeshi Katō avec lequel il remporte le titre par équipe à Mexico.

## Biographie
Lors des Jeux olympiques de Mexico, Sawao Katō s'impose lors du concours général en devançant le champion du monde de 1966, le Soviétique Mikhail Voronin, les trois gymnastes suivant étant des Japonais dont son frère ainé Takeshi Katō qui se classe cinquième. Deux jours plus tard, le Japon s'impose dans la compétition par équipes, Katō réalisant la meilleure performance lors de ce concours. Les gymnastes ayant réalisé les six premières performances lors du concours général sont qualifiés pour les concours par appareil. Sawao Katō dispute ainsi deux concours. Il dispute d'abord le sol, où il s'impose devant trois autres Japonais, Akinori Nakayama étant deuxième et son frère Takeshi Katō obtenant la médaille de bronze. Il est aussi présent lors de la finale des anneaux, remportée par Akinori Nakayama devant Voronin, Sawao Katō obtenant la médaille de bronze en devançant deux compatriotes.
Durant l'olympiade qui suit, Katō connait de nombreuses blessures, le privant des championnats du monde de 1970 à  Ljubljana. C'est avec une blessure à l'épaule qu'il se présente aux Jeux olympiques de Munich. Le format des compétitions olympiques change à cette occasion. La compétition par équipes est la première disputée, chaque nation présentant six athlètes, les cinq meilleurs résultats par appareil étant comptabilisés. Le Japon, détenteur du titre olympique depuis 1960 conserve son titre. Les résultats obtenus dans ce concours par équipes comptent pour 50 % de la note lors du concours général individuel. Sawao Katō devient le troisième gymnaste à conserver le titre olympique du concours général, après l'Italien Alberto Braglia en 1908 et 1912 et le Soviétique Victor Chukarin en 1952 et 1956. Le podium est exclusivement japonais, Eizo Kenmotsu prenant la deuxième place et Akinori Nakayama la médaille de bronze. Katō participe à l'ensemble des finales par appareil, terminant sixième du sol, quatrième du saut de cheval. Il remporte la médaille d'or aux barres parallèles, devançant Shigeru Kasamatsu et Eizo Kenmotsu. Il est aussi médaille d'argent à la barre fixe, concours remporté par Mitsuo Tsukahara, quatrième aux anneaux, et de nouveau deuxième, au saut de cheval, le titre étant remporté par Viktor Klimenko.
Il participe aux mondiaux de 1974 à Varna. Lors d'un exercice aux barres parallèles, il chute et se casse le bras. Cachant la blessure à son entraîneur, il reprend et termine son exercice,. Lors de cette compétition, il remporte le titre par équipes.
Lors des Jeux olympiques de Montréal, il fait partie de l'équipe japonaise. Avant la dernière rotation, celle-ci, qui effectue celle-ci à la barre fixe, est menée d'un point par les Soviétiques, qui passent au sol. Le dernier gymnaste japonais Mitsuo Tsukuhara obtient la note de 9,85 pour donner la victoire à son équipe  qui conserve son titre, Katō remportant son troisième à titre personnel dans cette épreuve. Après cette épreuve, il occupe la deuxième place provisoire du concours général, derrière Mitsuo Tsukahara. Au terme de l'épreuve, il est devancé par le Soviétique Nikolai Andrianov, Mitsuo Tsukahara prenant la médaille de bronze. Katō dispute quatre finales par appareil, terminant cinquième du sol, cinquième du cheval d'arçon et sixième des anneaux. Sawao Katō conserve son titre olympique des barres parallèles, devançant Nikolai Andrianov et Mitsuo Tsukahara.

## Palmarès

### Jeux olympiques
| Discipline/Année            | Mexico 1968 | Munich 1972 | Montréal 1976 |
| --------------------------- | ----------- | ----------- | ------------- |
| Concours par équipes        | 1er         | 1er         | 1er           |
| Concours général individuel | 1er         | 1er         | 2e            |
| Sol                         | 1er         | -           | -             |
| Cheval d'arçons             | -           | 2e          | -             |
| Anneaux                     | 3e          | -           | -             |
| Saut de cheval              | -           | -           | -             |
| Barres parallèles           | -           | 1er         | 1er           |
| Barre fixe                  | -           | 2e          | -             |